# Austin-Talsperre (Texas)
Die Austin-Talsperre (auch Austin Dam, McDonald Dam oder Granite Dam) war eine Staumauer am Colorado im Travis County in Texas, USA. Sie brach am 7. April 1900 bei einem Hochwasser. Dabei ertranken mindestens 8 Menschen.

## Die Staumauer
Die Staumauer der Austin-Talsperre war eine Gewichtsstaumauer aus Granit-Mauerwerk und von 1890 bis 1892/1893 nahe bei der Altstadt von Austin, der Hauptstadt von Texas, gebaut worden. Sie war 60 Fuß (ca. 20 m) hoch und 1200 Fuß (ca. 332 m) lang. Oben war sie 16 Fuß (4,8 m) und unten 50 Fuß (15 m) breit. Das Mauerwerk bestand innen aus Kalkstein mit einer allseitigen Verkleidung aus großen Granitblöcken. Die Mauer war so gebaut worden, dass sie auf ganzer Breite bis zu 16 Fuß (4,8 m) hoch überströmbar war; so hoch waren die Widerlager an den Seiten. Der Mauerfuß war deswegen auch stark ausgerundet.
Die Talsperre hatte ein Wasserkraftwerk, das der Stromerzeugung diente. Außerdem versorgte sie Austin mit Wasser. Der Stausee hieß Lake McDonald und war der erste größere Stausee in Texas.
Der Stausee war durch Sediment-Ablagerungen zur Hälfte verlandet. Durch den zusätzlichen Erddruck wurde die Staumauer höher belastet als durch den Wasserdruck allein, was indirekt später zum Bruch geführt hat.

## Unwetter
Vor der Katastrophe gab es ein zwei Tage andauerndes Unwetter mit starken Regenfällen in den Hochebenen von Lubbock und Amarillo. Die Flüsse Colorado, Brazos und Guadalupe schwollen an. Die Orte Austin und Bastrop wurden von den Fluten überrascht. Der Colorado stieg auf 60 Fuß (20 m) an und wurde eine Meile (1,6 km) breit.
Auch der Stolz von Austin, das 181 Fuß (54 m) lange dreideckige Dampfschiff "Ben Hur", wurde bei diesem Hochwasser zerstört.

## Katastrophe
In Austin begann der Regen am 6. April um 4:30 Uhr und dauerte 24 Sunden. Am Morgen des 7. April hatte er aufgehört und die Bewohner beobachteten das Wasser, wie es 11 Fuß (3,3 m) hoch über die Mauerkrone floss. Um 11:20 Uhr hörte und fühlte man ein explosionsartiges Geräusch, und zwei große Stücke der Staumauer wurden 60 Fuß (18 m) weit flussabwärts verschoben. Die Bresche ist auf Fotos zu erkennen und könnte 100 oder 200 m breit sein. Die Flut traf das Kraftwerk und überflutete die unteren Stockwerke, wo fünf Arbeiter und drei Jungen ertranken. Weiter flussabwärts wurden Häuser und Farmen überflutet. Austin war lange ohne Strom, ohne Licht und fünf Wochen ohne Wasser.
Die elektrische Straßenbahn war erst nach Monaten wieder in Betrieb.
In einem Bericht wird die Zahl der Toten mit fünf plus drei angegeben, in anderen mit sieben bis zehn oder sogar Dutzenden. 
Die erste Zahl bezieht sich auf die Toten in dem Kraftwerk direkt an der Staumauer, die höhere Zahl auf die Opfer weiter unterhalb. Möglicherweise sind auch allgemeine Hochwasseropfer darin einbezogen, die nicht auf den Talsperrenbruch zurückzuführen sind.

## Ursache
Die Ursache für den Bruch war Gleiten der Mauer infolge von zu großen Horizontalkräften. Das strömende Wasser hatte an der Luftseite den Boden ausgewaschen und ausgehöhlt, bis die Reibung des Mauergewichts auf dem Untergrund nicht mehr ausreichte, die Mauer an ihrem Platz zu halten.

## Nachspiel
Die Talsperre sollte 1912 wieder aufgebaut werden. Die Arbeiten wurden jedoch nicht beendet. Nach dem Abbruch der Arbeiten 1915 wurde die Baustelle durch ein weiteres Hochwasser noch einmal zerstört.
1938/1939 wurde an gleicher Stelle eine neue Talsperre gebaut, die heute Tom Miller Dam heißt und den Lake Austin bildet. Die neue Mauer ist 1.590 Fuß (477 m) lang. Ihre Koordinaten sind: 30°18' Nord, 97°47' West. Der einst wilde Colorado wird hier heute von fünf weiteren Talsperren gezähmt.
Der 7. April 1900 bleibt Austin immer in Erinnerung als "The Day the Dam Broke" (Der Tag, an dem die Talsperre brach).